# Conleth Hill
Conleth Seamus Eoin Croiston Hill (sinh ngày 24 tháng 11 năm 1964) là một nam diễn viên người Ireland.